# He Chengyao
He Chengyao ( China, 1964) es una artista china que reside en Beijing, China. Su obra de arte explora la desnudez, la enfermedad mental, la memoria y las relaciones madre-hija a través de la performance, la fotografía y el video. Su trabajo ha sido ampliamente exhibido en China, Italia, Japón, Corea del Sur, Reino Unido y Estados Unidos.

## Biografía
Nació en 1964 en la provincia de Sichuan en China. Sus padres trabajaban en una fábrica de cerámica en Rongchang (actual Chongqing) y, cuando fue concebida, la fábrica ordenó a sus padres abortar porque no estaban casados. Sin embargo, decidieron quedarse con ella y, como resultado, sus fueron despedidos. Su madre tenía diecinueve años cuando dio a luz y la pareja posteriormente tuvo dos hijos más.
Durante la infancia de He, la Revolución Cultural ganó impulso y el padre de He fue encarcelado por sus opiniones políticas. Esto provocó que su madre tuviera que cuidar a los niños sola. Comenzó a sufrir desórdenes mentales, desnudándose en público, causando incomodidad y vergüenza en sus hijos. He sospecha que su madre tenía predisposición a las enfermedades mentales, ya que su abuelo también padecía un problema similar.
He enseñó matemáticas en una escuela primaria durante tres años antes de asistir a la Universidad de artes visuales de en 1989. En 2001, se graduó de la Academia Central de Bellas Artes de Beijing.

## Obra de arte
Aunque inicialmente se especializó en pintura al óleo, actualmente se centra predominantemente en el arte performativo. Afirma que su cambio artístico fue abrupto y ocurrió durante una visita a la Gran Muralla China: espontáneamente realizó una performance quitándose la remera y caminando parcialmente desnuda entre las innumerables esculturas de terracota de la instalación del artista alemán HA Schult.
Su trabajo destaca conscientemente el papel que la enfermedad mental ha jugado en su vida y en la historia de su familia. Aunque sus actuaciones se consideran con frecuencia transgresivas, He cree en la necesidad de su trabajo como una forma de autoexpresión y un desafío contra los estigmas sociales que rodean la salud mental. Los críticos también han enfatizado cómo sus performances se vinculan con el feminismo, la política del cuerpo y los problemas nacionalistas y transnacionales.

### Exposiciones individuales[3]
- "La extensión de las extremidades" - Juhua Gallery, Shanghái (2007).
- Exposición fotográfica de la performance de Chengyao  - Galería de arte Soobin, Singapur (2004).
- "Arte performático He Chengyao" - One World Art Center, Beijing (2003).
- La pintura al óleo de He Chengyao" - Galería Qinhao, Beijing (2000).

### Exposiciones colectivas[3]
- "MUJERES 我們" - Centro de Cultura China, San Francisco (2012)
- "Valores negociables" - Centro de Arte Chino, Mánchester (2010)[7]
- "Cadena" - Centro de Arte Chino, Mánchester (2007)[8]
- "Feminismos globales" - Museo de Brooklyn, Nueva York (2007)
- "Fuera de XiNan" - Museo de Guangdong, Guangzhou (2007)
- Documentación artística de performances chinas - SUMU Titanik Gallery, Turku (2006)
- Exhibicionista internacional - Curzon Soho Cinema, Londres (2006)
- Cuerpos crueles / amorosos - Hong Kong Arts Center, Hong Kong (2006)
- "Vital", Festival Internacional de Arte Chino en vivo - Centro de Arte Chino, Mánchester (2006)[9]
- "Loft of Language" - Galería de arte ThreeQuarters, Beijing (2005)
- Exposición itinerante del Reino Unido "China Live", (2005)[10]
- "La linterna mágica" - Galway Arts Centre, Irlanda (2005)
- Caras cambiantes - Taipéi Artist Village (2005)
- "Lenguaje transfronterizo" - Beijing Tokyo Art Projects, Beijing (2005)
- "The Wall" - Millennium Art Museum, Beijing / University of Buffalo Art Galleries, Nueva York (2005)
- "Haciendo relaciones" - Museo de Arte de Taipéi y Museo de Arte Gaoxiong, Taipéi (2005)
- Arte de las mujeres asiáticas - Museo de Arte de la Universidad Joshibi de Tokio, Tokio (2004)
- Auro hechizado: la nueva visión de la fotografía china - Museo de Arte Moderno de Taipéi, Taipéi (2004)
- XIV Recontre Internationale Art Performance Quebec - Le Lieu Centre Art, Quebec City / Clark Gallery, Montreal (2004)
- Exposición de memoria fotográfica 798 - 798 Art Zone, Beijing (2004)
- El futuro de la imaginación 2: Evento internacional de arte dramático, Singapur (2004)
- Escuche las historias de mujeres  sobre varones- 798 Art Zone, Beijing (2003)
- 5to Festival Internacional de Arte de Performance - Bangkok (2003)
- "Los límites de los cuerpos" - Centro de Arte y Cultura Shangrila, Beijing (2002)
- "Dream02" - Galería OXO y Barge House, Reino Unido (2002)
- "Dialogue Puzzle" - Padua Youth Museum, Padua (2001)